# Kuohattijärvi
Kuohattijärvi eller Kuohatti är en sjö i Finland. Den ligger i kommunen Nurmes i landskapet Norra Karelen, i den centrala delen av landet, 400 km nordost om huvudstaden Helsingfors. Kuohattijärvi ligger 161,9 meter över havet. I omgivningarna runt Kuohattijärvi växer i huvudsak barrskog. Den är 18 meter djup. Arean är 10,81 kvadratkilometer och strandlinjen är 29,22 kilometer lång. Sjön  ingår i Vuoksens huvudavrinningsområde. 
I sjön finns bland andra följande öar:
- Särkisaari
- Sikosaari
- Honkasaari
- Kalmosaari
- Pahkasaari
- Itäsaari
- Iivananluoto
- Pieni Lehtosaari
- Lehtosaari
- Valkosaari
- Valkoluoto